# Gertrudes Lozada
Gertrudes Lozada (1943) è un'ex nuotatrice filippina, che ha partecipato alle Olimpiadi di Melbourne 1956, gareggiando nei 100m sl e 400m sl.
Avrebbe dovuto partecipare anche ai Giochi di Roma 1960, gareggiando nei 100m farfalla, ma alla fine non gareggiò.
Maggiore fortuna Giochi asiatici, dove è salita ripetutamente sul podio nel periodo 1958-1966.